# Liste des matchs de l'équipe des îles Turques-et-Caïques de football par adversaire
Cette liste présente les matchs de l'Équipe des îles Turques-et-Caïques de football par adversaire rencontré.
- Haut – A
- B
- C
- D
- E
- F
- G
- H
- I
- J
- K
- L
- M
- N
- O
- P
- Q
- R
- S
- T
- U
- V
- W
- X
- Y
- Z

## A

### Aruba

#### Confrontations
Confrontations entre Aruba et les îles Turques-et-Caïques :
|   | Date        | Lieu       | Match                           | Score | Compétition                                                               |
| - | ----------- | ---------- | ------------------------------- | ----- | ------------------------------------------------------------------------- |
| 1 | 30 mai 2014 | Oranjestad | Aruba - Îles Turques-et-Caïques | 1-0   | Éliminatoires de la Coupe caribéenne des nations 2014 (tour préliminaire) |

#### Bilan
Au 6 septembre 2018 :
- Total de matchs disputés : 1
- Victoires d'Aruba : 1
- Match nul : 0
- Victoires des îles Turques-et-Caïques : 0
- Total de buts marqués par Aruba : 1
- Total de buts marqués par les îles Turques-et-Caïques : 0

## B

### Bahamas

#### Confrontations
Confrontations entre les îles Turques-et-Caïques et les Bahamas en matchs officiels :
|   | Date             | Lieu           | Match                             | Score | Compétition                                                                            |
| - | ---------------- | -------------- | --------------------------------- | ----- | -------------------------------------------------------------------------------------- |
| 1 | 24 février 1999  | Nassau         | Bahamas - Îles Turques-et-Caïques | 3-0   | Qualification pour la Coupe caribéenne des nations 1999 (tour préliminaire - groupe A) |
| 2 | 6 septembre 2006 | La Havane      | Bahamas - Îles Turques-et-Caïques | 3-2   | Qualification pour la Coupe caribéenne des nations 2007 (premier tour - groupe E)      |
| 3 | 2 juillet 2011   | Providenciales | Îles Turques-et-Caïques - Bahamas | 0-4   | Qualification pour la Coupe du monde 2014 (premier tour)                               |
| 4 | 9 juillet 2011   | Nassau         | Bahamas - Îles Turques-et-Caïques | 6-0   | Qualification pour la Coupe du monde 2014 (premier tour)                               |
| 5 | 16 mars 2019     | Nassau         | Bahamas - Îles Turques-et-Caïques | 6-1   | Match amical                                                                           |

#### Bilan
Au 6 septembre 2018 :
- Total de matchs disputés : 5
- Victoires des Bahamas : 5
- Match nul : 0
- Victoires des îles Turques-et-Caïques : 0
- Total de buts marqués par les Bahamas : 22
- Total de buts marqués par les îles Turques-et-Caïques : 3

## C

### Cuba
Confrontations entre Cuba et les Îles Turques-et-Caïques :
|   | Date             | Lieu      | Match                          | Score | Compétition                                                        |
| - | ---------------- | --------- | ------------------------------ | ----- | ------------------------------------------------------------------ |
| 1 | 2 septembre 2006 | La Havane | Cuba - Îles Turques-et-Caïques | 6-0   | Coupe caribéenne des nations 2007 (qualifications)                 |
| 2 | 8 septembre 2018 | La Havane | Cuba - Îles Turques-et-Caïques | 11-0  | Ligue des nations de la CONCACAF 2019-2020 (tournoi de classement) |

#### Bilan
Au 13 septembre 2018 :
- Total de matchs disputés : 2
- Victoires de Cuba : 1
- Match nul : 0
- Victoires des îles Turques-et-Caïques : 0
- Total de buts marqués par Cuba : 17
- Total de buts marqués par les îles Turques-et-Caïques : 0

## G

### Guadeloupe

#### Confrontations
Confrontations entre la Guadeloupe et les îles Turques-et-Caïques en matchs officiels :
|   | Date              | Lieu           | Match                                | Score | Compétition                                                  |
| - | ----------------- | -------------- | ------------------------------------ | ----- | ------------------------------------------------------------ |
| 1 | 10 septembre 2019 | Providenciales | Îles Turques-et-Caïques - Guadeloupe | 0-3   | Ligue des nations de la CONCACAF 2019-2020 (Ligue C - gr. D) |
| 2 | 17 novembre 2019  | Les Abymes     | Guadeloupe - Îles Turques-et-Caïques | 10-0  | Ligue des nations de la CONCACAF 2019-2020 (Ligue C - gr. D) |

#### Bilan
Au 20 novembre 2019 :
- Total de matchs disputés : 2
- Victoires de la Guadeloupe : 2
- Matchs nuls : 0
- Victoires des îles Turques-et-Caïques : 0
- Total de buts marqués par la Guadeloupe : 13
- Total de buts marqués par les îles Turques-et-Caïques : 0

### Guyana

#### Confrontations
Confrontations entre le Guyana et les îles Turques-et-Caïques en matchs officiels :
|   | Date            | Lieu           | Match                            | Score | Compétition                                                        |
| - | --------------- | -------------- | -------------------------------- | ----- | ------------------------------------------------------------------ |
| 1 | 13 octobre 2018 | Providenciales | Îles Turques-et-Caïques - Guyana | 0-8   | Ligue des nations de la CONCACAF 2019-2020 (tournoi de classement) |

#### Bilan
Au 16 octobre 2018 :
- Total de matchs disputés : 1
- Victoires du Guyana : 1
- Matchs nuls : 0
- Victoires des îles Turques-et-Caïques : 0
- Total de buts marqués par le Guyana : 8
- Total de buts marqués par les îles Turques-et-Caïques : 0

### Guyane française

#### Confrontations
Confrontations entre la Guyane et les îles Turques-et-Caïques :
|   | Date          | Lieu       | Match                                      | Score | Compétition                                                               |
| - | ------------- | ---------- | ------------------------------------------ | ----- | ------------------------------------------------------------------------- |
| 1 | 1er juin 2014 | Oranjestad | Guyane française - Îles Turques-et-Caïques | 6-0   | Éliminatoires de la Coupe caribéenne des nations 2014 (tour préliminaire) |

#### Bilan
Au 6 septembre 2018 :
- Total de matchs disputés : 1
- Victoires de la Guyane : 0
- Match nul : 0
- Victoires des îles Turques-et-Caïques : 1
- Total de buts marqués par la Guyane : 0
- Total de buts marqués par les îles Turques-et-Caïques : 2

## H

### Haïti

#### Confrontations
Confrontations entre Haïti et les îles Turques-et-Caïques :
|   | Date            | Lieu    | Match                           | Score | Compétition                                                        |
| - | --------------- | ------- | ------------------------------- | ----- | ------------------------------------------------------------------ |
| 1 | 18 février 2004 | Miami   | Haïti - Îles Turques-et-Caïques | 5-0   | Éliminatoires de la Coupe du monde 2006 (zone CONCACAF - 1er tour) |
| 2 | 21 février 2004 | Hialeah | Îles Turques-et-Caïques - Haïti | 0-2   | Éliminatoires de la Coupe du monde 2006 (zone CONCACAF - 1er tour) |

#### Bilan
Au 6 septembre 2018 :
- Total de matchs disputés : 2
- Victoires d'Haïti : 2
- Matchs nuls : 0
- Victoires des îles Turques-et-Caïques : 0
- Total de buts marqués par Haïti : 7
- Total de buts marqués par les îles Turques-et-Caïques : 0

## I

### Îles Caïmans

#### Confrontations
Confrontations entre les îles Caïmans et les îles Turques-et-Caïques en matchs officiels :
|   | Date              | Lieu        | Match                                  | Score | Compétition                                        |
| - | ----------------- | ----------- | -------------------------------------- | ----- | -------------------------------------------------- |
| 1 | 27 septembre 2000 | George Town | Îles Caïmans - Îles Turques-et-Caïques | 3-0   | Match amical                                       |
| 2 | 4 septembre 2006  | La Havane   | Îles Caïmans - Îles Turques-et-Caïques | 0-2   | Coupe caribéenne des nations 2007 (qualifications) |

#### Bilan
Au 6 septembre 2018 :
- Total de matchs disputés : 2
- Victoires des îles Turques-et-Caïques : 1
- Matchs nuls : 0
- Victoires des îles Caïmans : 1
- Total de buts marqués par les îles Turques-et-Caïques : 2
- Total de buts marqués par les îles Caïmans : 3

### Îles Vierges britanniques

#### Confrontations
Confrontations entre les îles Vierges britanniques et les îles Turques-et-Caïques :
|   | Date         | Lieu       | Match                                               | Score | Compétition                                                               |
| - | ------------ | ---------- | --------------------------------------------------- | ----- | ------------------------------------------------------------------------- |
| 1 | 3 juin 2014  | Oranjestad | Îles Vierges britanniques - Îles Turques-et-Caïques | 0-2   | Éliminatoires de la Coupe caribéenne des nations 2014 (tour préliminaire) |
| 2 | 21 mars 2019 | Bayamón    | Îles Vierges britanniques - Îles Turques-et-Caïques | 2-2   | Ligue des nations de la CONCACAF 2019-2020 (tournoi de classement)        |

#### Bilan
Au 29 mars 2019 :
- Total de matchs disputés : 2
- Victoires des îles Vierges britanniques : 0
- Match nul : 1
- Victoires des îles Turques-et-Caïques : 1
- Total de buts marqués par les îles Vierges britanniques : 2
- Total de buts marqués par les îles Turques-et-Caïques : 4

### Îles Vierges des États-Unis

#### Confrontations
Confrontations entre les îles Turques-et-Caïques et les îles Vierges des États-Unis en matchs officiels :
|   | Date            | Lieu   | Match                                                 | Score | Compétition                                                                            |
| - | --------------- | ------ | ----------------------------------------------------- | ----- | -------------------------------------------------------------------------------------- |
| 1 | 26 février 1999 | Nassau | Îles Vierges des États-Unis - Îles Turques-et-Caïques | 2-2   | Qualification pour la Coupe caribéenne des nations 1999 (tour préliminaire - groupe A) |

#### Bilan
Au 6 septembre 2018 :
- Total de matchs disputés : 1
- Victoires des îles Vierges des États-Unis : 0
- Match nul : 1
- Victoires des îles Turques-et-Caïques : 0
- Total de buts marqués par les îles Vierges des États-Unis : 2
- Total de buts marqués par les îles Turques-et-Caïques : 2

## R

### République dominicaine

#### Confrontations
Confrontations entre la République dominicaine et les îles Turques-et-Caïques en matchs officiels :
|   | Date         | Lieu           | Match                                            | Score | Compétition  |
| - | ------------ | -------------- | ------------------------------------------------ | ----- | ------------ |
| 1 | 22 mars 2018 | Saint-Domingue | République dominicaine - Îles Turques-et-Caïques | 4-0   | Match amical |

#### Bilan
Au 6 septembre 2018 :
- Total de matchs disputés : 1
- Victoires de la République dominicaine : 1
- Matchs nuls : 0
- Victoires des îles Turques-et-Caïques : 0
- Total de buts marqués par la République dominicaine : 4
- Total de buts marqués par les îles Turques-et-Caïques : 0

## S

### Saint-Christophe-et-Niévès

#### Confrontations
Confrontations entre Saint-Christophe-et-Niévès et les îles Turques-et-Caïques :
|   | Date         | Lieu           | Match                                                | Score | Compétition                                                        |
| - | ------------ | -------------- | ---------------------------------------------------- | ----- | ------------------------------------------------------------------ |
| 1 | 18 mars 2000 | Basseterre     | Saint-Christophe-et-Niévès - Îles Turques-et-Caïques | 8-0   | Éliminatoires de la Coupe du monde 2002 (zone CONCACAF - 1er tour) |
| 2 | 21 mars 2000 | Basseterre     | Saint-Christophe-et-Niévès - Îles Turques-et-Caïques | 6-0   | Éliminatoires de la Coupe du monde 2002 (zone CONCACAF - 1er tour) |
| 3 | 23 mars 2015 | Basseterre     | Saint-Christophe-et-Niévès - Îles Turques-et-Caïques | 6-2   | Éliminatoires de la Coupe du monde 2018 (zone CONCACAF, 1er tour)  |
| 4 | 26 mars 2015 | Providenciales | Îles Turques-et-Caïques - Saint-Christophe-et-Niévès | 2-6   | Éliminatoires de la Coupe du monde 2018 (zone CONCACAF, 1er tour)  |

#### Bilan
Au 6 septembre 2018 :
- Total de matchs disputés : 4
- Victoires de Saint-Christophe-et-Niévès : 4
- Matchs nuls : 0
- Victoires des îles Turques-et-Caïques : 0
- Total de buts marqués par Saint-Christophe-et-Niévès : 26
- Total de buts marqués par les îles Turques-et-Caïques : 4

### Sainte-Lucie

#### Confrontations
Confrontations entre Sainte-Lucie et les îles Turques-et-Caïques en matchs officiels :
|   | Date           | Lieu           | Match                                  | Score | Compétition                                                        |
| - | -------------- | -------------- | -------------------------------------- | ----- | ------------------------------------------------------------------ |
| 1 | 6 février 2008 | Providenciales | Îles Turques-et-Caïques - Sainte-Lucie | 2-0   | Éliminatoires de la Coupe du monde 2010 : zone CONCACAF (1er tour) |
| 2 | 26 mars 2008   | Vieux Fort     | Sainte-Lucie - Îles Turques-et-Caïques | 2-0   | Éliminatoires de la Coupe du monde 2010 : zone CONCACAF (1er tour) |

#### Bilan
Au 6 septembre 2018 :
- Total de matchs disputés : 2
- Victoires des îles Turques-et-Caïques : 1
- Matchs nuls : 0
- Victoires de Sainte-Lucie : 1
- Total de buts marqués par les îles Turques-et-Caïques : 2
- Total de buts marqués par Sainte-Lucie : 2

### Saint-Vincent-et-les-Grenadines

#### Confrontations
Confrontations entre Saint-Vincent-et-les-Grenadines et les îles Turques-et-Caïques :
|   | Date             | Lieu           | Match                                                     | Score | Compétition                                                        |
| - | ---------------- | -------------- | --------------------------------------------------------- | ----- | ------------------------------------------------------------------ |
| 1 | 18 novembre 2018 | Providenciales | Îles Turques-et-Caïques - Saint-Vincent-et-les-Grenadines | 3-2   | Ligue des nations de la CONCACAF 2019-2020 (tournoi de classement) |

#### Bilan
Au 30 novembre 2018 :
- Total de matchs disputés : 1
- Victoires de Saint-Vincent-et-les-Grenadines : 0
- Matchs nuls : 0
- Victoires des îles Turques-et-Caïques : 1
- Total de buts marqués par Saint-Vincent-et-les-Grenadines : 2
- Total de buts marqués par les îles Turques-et-Caïques : 3

### Sint Maarten

#### Confrontations
Confrontations entre Sint Maarten et les îles Turques-et-Caïques en matchs officiels :
|   | Date             | Lieu           | Match                                  | Score | Compétition                                                  |
| - | ---------------- | -------------- | -------------------------------------- | ----- | ------------------------------------------------------------ |
| 1 | 10 octobre 2019  | Willemstad     | Sint Maarten - Îles Turques-et-Caïques | 2-5   | Ligue des nations de la CONCACAF 2019-2020 (Ligue C - gr. D) |
| 2 | 14 novembre 2019 | Providenciales | Îles Turques-et-Caïques - Sint Maarten | 3-2   | Ligue des nations de la CONCACAF 2019-2020 (Ligue C - gr. D) |

#### Bilan
Au 20 novembre 2019 :
- Total de matchs disputés : 2
- Victoires des îles Turques-et-Caïques : 2
- Matchs nuls : 0
- Victoires de Sint Maarten : 0
- Total de buts marqués par les îles Turques-et-Caïques : 8
- Total de buts marqués par Sint Maarten : 4